# Acoplamento (engenharia mecânica)
Acoplamento é um conjunto mecânico, constituído de elementos de máquina, empregado na transmissão de rotação entre duas árvores ou eixos-árvore.
Os princípios de rotação são transmitidos pelos acoplamentos segundo os princípios de atrito e de forma.

## Classificação
Os acoplamentos classificam-se em permanentes e comutáveis. Os permanentes atuam continuamente e se dividem em rígidos e flexíveis. Os comutáveis atuam obedecendo a um comando. Os acoplamentos podem ser fixos (rígidos), elásticos e móveis.
Os acoplamentos fixos servem para unir árvores de tal maneira que funcionem como se fossem uma única peça, alinhando as árvores de forma precisa. Por motivos de segurança, os acoplamentos devem ser construídos de modo que não apresentem nenhuma saliência.

## Tipos
- Acoplamentos de engrenagem
- Acoplamentos de elástico
- Acoplamentos de lâminas
- Acoplamentos de tambor
- Acoplamentos de fole
- Acoplamentos de precisão
- Acoplamentos miniatura
- Acoplamentos de segurança
- Acoplamentos rígidos
- Acoplamentos hidráulicos